# هشتاد و چهارمین دوره جوایز اسکار
هشتاد و چهارمین دوره مراسم اسکار در تاریخ ۲۶ فوریه ۲۰۱۲ در سالن کوداک برگزار شد. در این مراسم بهترین فیلم‌های سال ۲۰۱۱ جهان به انتخاب آکادمی علوم و هنرهای تصاویر متحرک جایزه گرفتند.
شبکه ای‌بی‌سی پخش‌کننده این مراسم در آمریکا می‌باشد. بیلی کریستال مجری این مراسم بود و پیش از این هشت بار مجری مراسم اسکار بوده‌است.
۲۴ ژانویه، نامزدهای جوایز اسکار سال ۲۰۱۲ اعلام شدند. فیلم ایرانی جدایی نادر از سیمین در دو بخش فیلمنامه تألیفی (اوریژینال) و بخش بهترین فیلم غیر زبان انگلیسی نامزد شد. فیلم سه بعدی هیوگو ساخته مارتین اسکورسیزی با نامزدی در ۱۱ رشته، از جمله بهترین فیلم و بهترین کارگردانی در صدر فهرست نامزدهای قرار گرفت. همچنین فیلم آرتیست که روایتی است از گذار سینمای هالیوود از دوره فیلم‌های صامت به فیلم‌های ناطق، در ۱۰ رشته نامزد جایزه اسکار شده‌است. اجرای مراسم اسکار امسال را بیلی کریستال، بازیگر کمدی، بر عهده داشت.

## نامزدها و برندگان
| جایزه اسکار بهترین فیلم - آرتیست - زادگان - فوق‌العاده بلند و بیش از حد نزدیک - خدمتکاران - هوگو - نیمه‌شب در پاریس - مانیبال - درخت زندگی - اسب کارزار | جایزه اسکار بهترین کارگردانی - میشل آزاناویسوس – آرتیست - وودی آلن – نیمه‌شب در پاریس - ترنس مالیک – درخت زندگی - الکساندر پین – زادگان - مارتین اسکورسیزی – هوگو |
| جایزه اسکار بهترین بازیگر نقش اول مرد - ژان دوژاردن – آرتیست - دمیان بیچیر – یک زندگی بهتر - جورج کلونی – زادگان - گری الدمن – تعمیرکار خیاط سرباز جاسوس - برد پیت – مانیبال | جایزه اسکار بهترین بازیگر نقش اول زن - مریل استریپ – بانوی آهنی - گلن کلوز – آلبرت نابز - ویولا دیویس – خدمتکاران - رونی مارا – دختری با خالکوبی اژدها - میشل ویلیامز – هفته من با مریلین                                                                                                |
| جایزه اسکار بهترین بازیگر نقش مکمل مرد - کریستوفر پلامر – تازه‌کارها - کنت برانا – هفته من با مریلین - جونا هیل – مانیبال - نیک نولتی – مبارز - ماکس فون سیدو – فوق‌العاده بلند و بیش از حد نزدیک                                                                                            | جایزه اسکار بهترین بازیگر نقش مکمل زن - اکتاویا اسپنسر – خدمتکاران - برنیس بژو – آرتیست - جسیکا چاستین – خدمتکاران - ملیسا مک‌کارتی – ساقدوش‌ها - جانت مک تیر – آلبرت نابز |
| فیلم‌نامه اوریژینال - نیمه‌شب در پاریس – وودی آلن - آرتیست – میشل هازاناویسیوس - ساقدوش‌ها – کریستن ویگ و آنی مومولو - مارجین کال – جی. سی. چاندور - جدایی نادر از سیمین – اصغر فرهادی | فیلم‌نامه اقتباسی - زادگان – الکساندر پین، نت فکسون و جیم رش - هوگو – جان لوگان - نیمه ماه مارس – جورج کلونی، گرانت هسلو و بیو ویلیمون - مانیبال – فیلمنامه توسط استوین زایلیان و آرون سورکین; داستان از استن چروین - تعمیرکار خیاط سرباز جاسوس – برجیت اوکانر و پیتر استراگان            |
| جایزه اسکار بهترین فیلم خارجی‌زبان - جدایی نادر از سیمین (ایران) – اصغر فرهادی - کله‌شق (بلژیک) – مایکل ر. روسکام - پانویس (اسرائیل) – جوزف سدار - در تاریکی (لهستان) –گنیزسکا هالند - آقای لازار (کانادا) – فیلیپ فالاردو                                                                   | بهترین فیلم انیمیشن - رنگو – گور وربینسکی - یک گربه در پاریس – آلین گاگنول و جین - لوپ فلیسکول - چیکو و ریتا – فرناندو تروبا و خاویر ماریسکا - پاندای کونگ‌فوکار ۲ – جنیفر یو نیلسون - گربه چکمه‌پوش – کریس میلر                                                                           |
| بهترین مستند - شکست‌نخورده – تی‌جی مارتین، دن لیندسی و ریچارد میدلماس - جهنم و بازگشت مجدد – دیفانگ دنیس و مایک لرنر - اگر یک درخت سقوط کند: یک داستان از آزادی پیشرو زمین – مارشال کوری و سام کولمن - بهشت گمشده ۳: تطهیر – جو برلینگر و بروس سینوفسکی - پینا – ویم وندرس و جیان-پیرو رینگل | بهترین مستند کوتاه - نجات چهره – دانیل جانگ و شارمین اوباید-چینوف - سلمانی بیرمنگهام: جای پای سربازان جنبش حقوق مدنی – رابین فریدای و گایل دالگین - خدا بزرگ‌تر است، الویس – ربکا کامسا و جولی اندرسون - حادثه در بغداد نو – جیمز سپین - سونامی و شکوفه گیلاس – لوسی واکر و کیرا کریتینسن |
| بهترین فیلم کوتاه زنده - ساحل – تری جورج و اورلاگ جورج - عید نزول – پیتر مک‌دانالد و ایمیر اوکین - راجو – ماکس زاهل و استفن گیرنه - عجایب زمان – اندرو بولور و گیگی کاسی - آتلانتیک توبا – هالور ویتز                                                                                       | بهترین فیلم کوتاه پویانمایی - کتاب‌های پرنده شگفت‌انگیز آقای موریس لسمور – ویلیلم جویس و براندان اولدنبرگ - یکشنبه – پاتریک دویون - لا لونا – انریکو کاساروسا - پیاده‌روی صبحگاهی – گرانت اوچارد و سو گوفی - زندگی وحشی – آماندا فوربس و وندی تیلبی                                         |
| بهترین موسیقی متن فیلم - آرتیست – لودویک بورس - ماجراهای تن‌تن – جان ویلیامز - هوگو – هاوارد شور - تعمیرکار خیاط سرباز جاسوس – آلبرتو ایگلاسیوس - اسب کارزار – جان ویلیامز | بهترین ترانه - ماپت‌ها برای "Man or Muppet" - ریو برای "Real in Rio" |
| بهترین تدوین صدا - هوگو - راندن - دختری با خالکوبی اژدها - تغییرشکل‌دهندگان: تاریکی ماه - اسب کارزار | بهترین میکس صدا - هوگو - دختری با خالکوبی اژدها - مانیبال - تغییرشکل‌دهندگان: تاریکی ماه - اسب کارزار |
| بهترین طراحی صحنه - هوگو - آرتیست - هری پاتر و یادگاران مرگ - قسمت دوم - نیمه‌شب در پاریس - اسب کارزار | بهترین فیلمبرداری - هوگو - آرتیست - دختری با خالکوبی اژدها - درخت زندگی - اسب کارزار |
| بهترین گریم - بانوی آهنی - آلبرت نابز - هری پاتر و یادگاران مرگ - قسمت دوم | بهترین طراحی لباس - آرتیست - بی‌نام - هوگو - جین ایر - دبلیو. ای. |
| بهترین تدوین فیلم - دختری با خالکوبی اژدها - آرتیست - زادگان - هوگو - مانیبال | بهترین جلوه‌های ویژه - هوگو - هری پاتر و یادگاران مرگ - قسمت دوم - فولاد اصل - ظهور سیاره میمون‌ها - تغییرشکل‌دهندگان: تاریکی ماه |

## فیلم‌های با چندین جایزه یا نامزدی
بیشترین جایزه
- ۵ جایزه: آرتیست و هوگو
- ۲ جایزه: بانوی آهنی

بیشترین نامزدی
- ۱۱ نامزدی: هوگو
- ۱۰ نامزدی: آرتیست
- ۶ نامزدی: مانیبال و اسب کارزار
- ۵ نامزدی: زادگان و دختری با خالکوبی اژدها
- ۴ نامزدی: خدمتکاران و نیمه‌شب در پاریس
- ۳ نامزدی: آلبرت نابز, هری پاتر و یادگاران مرگ - قسمت دوم, تعمیرکار خیاط سرباز جاسوس, تغییرشکل‌دهندگان: تاریکی ماه, و درخت زندگی
- ۲ نامزدی: ساقدوش‌ها, فوق‌العاده بلند و بیش از حد نزدیک, بانوی آهنی, هفته من با مریلین, و جدایی نادر از سیمین